# Bulweria
Bulweria – rodzaj ptaków z rodziny burzykowatych (Procellariidae).

## Zasięg występowania
Rodzaj obejmuje gatunki występujące od tropikalnych po umiarkowane rejony oceanów.

## Morfologia
Długość ciała 26–32 cm, rozpiętość skrzydeł 63–83 cm; masa ciała 75–180 g.

## Systematyka

### Etymologia
Bulweria: Epitet gatunkowy Procellaria bulwerii Jardine & Selby, 1828; wielebny James Bulwer (1794–1879), szkocki przyrodnik przebywający na Maderze w latach 1825–1826.

### Podział systematyczny
Do rodzaju należą następujące gatunki:
- Bulweria bulwerii (Jardine & Selby, 1828) – tajfunnik cienkodzioby
- Bulweria fallax Jouanin, 1955 – tajfunnik grubodzioby
- Bulweria bifax Olson, 1975 – tajfunnik mały – takson wymarły ok. 1550 r.[7]